# Cyamodus
Cyamodus is een uitgestorven schildpadachtig geslacht behorende tot de orde der Placodontia. Cyamodus leefde in het Trias. Fossielen van Cyamodus zijn gevonden in Duitsland, van het begin tot het midden van de 19e eeuw.

## Beschrijving
Het schild van Cyamodus was opgebouwd uit twee delen, één deel besloeg de nek, rug en een deel van de heupen, het andere deel besloeg de basis van de staart en een deel van de heupen. Het schild was bekleed met hexagonale en cirkelvormige platen.

## Leefwijze
Cyamodus wordt gekenmerkt door zijn schildpadachtige voorkomen. Cyamodus was ongeveer 130 cm lang, leefde in het water en was zeer zwaar bepantserd met een schild. Het dier leefde, net als elk ander lid van de Placodontia, van het eten van schelpdieren die hij met zijn krachtige kaken kraakte.

## Soorten
Tot dus ver zijn er vijf soorten van Cyamodus beschreven:
- C. rostratus
- C. hildegardis
- C. kuhnschneyderi
- C. munsteri
- C. tarnowitzensis

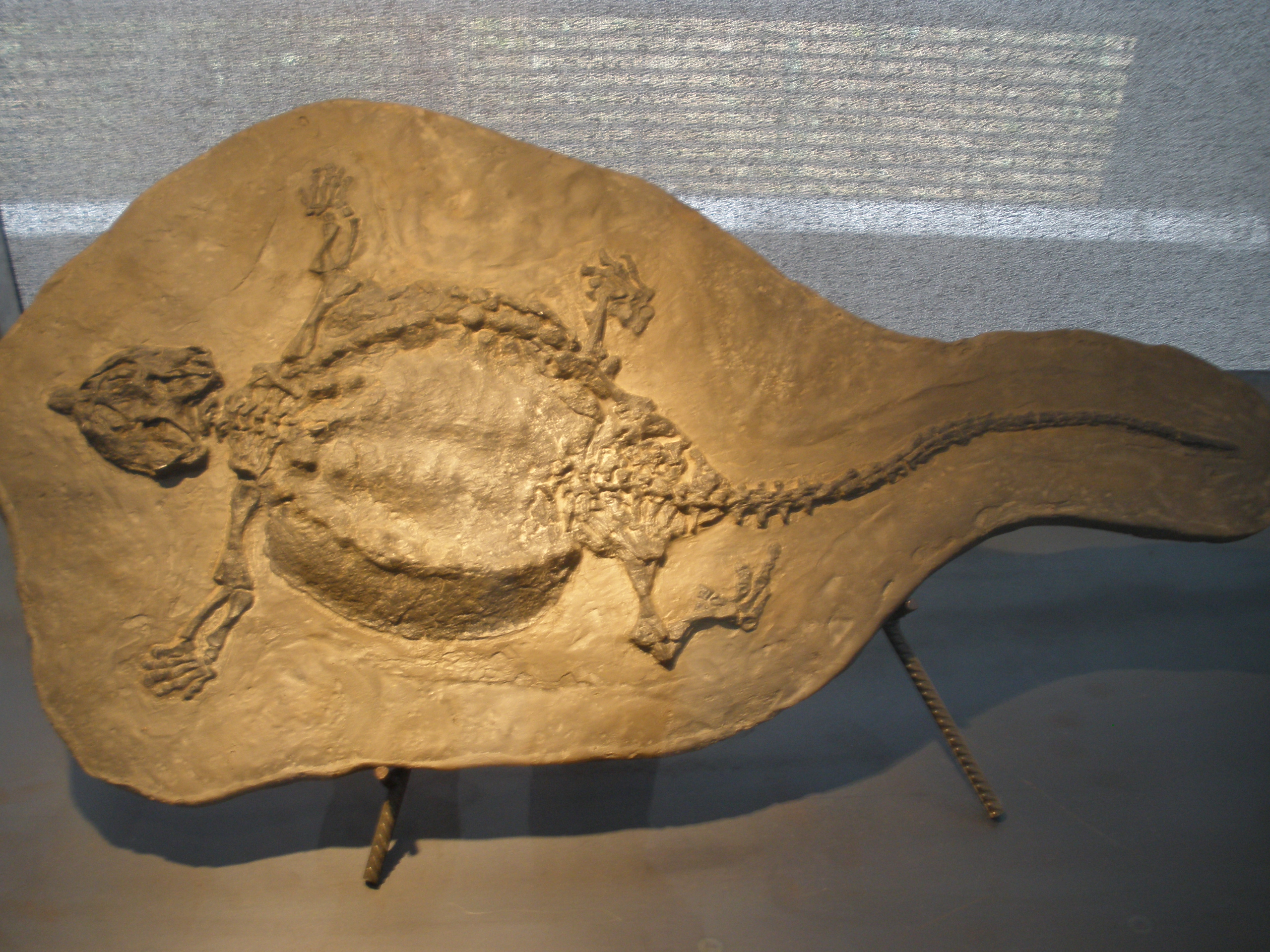
een fossiel van Cyamodus.
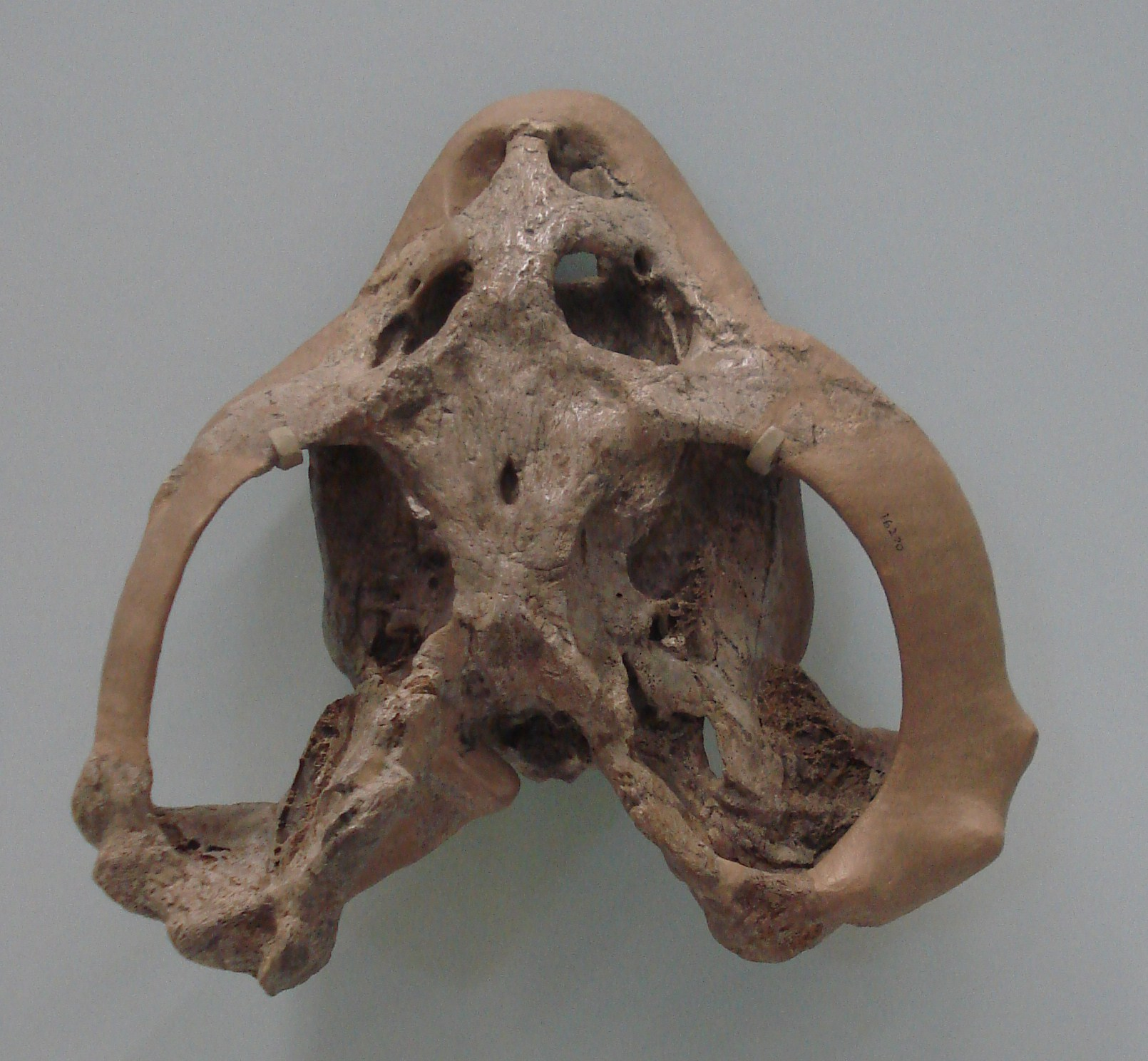
Een schedel van Cyamodus. Let op de grote aanhechtingsplaatsen voor kaakspieren.
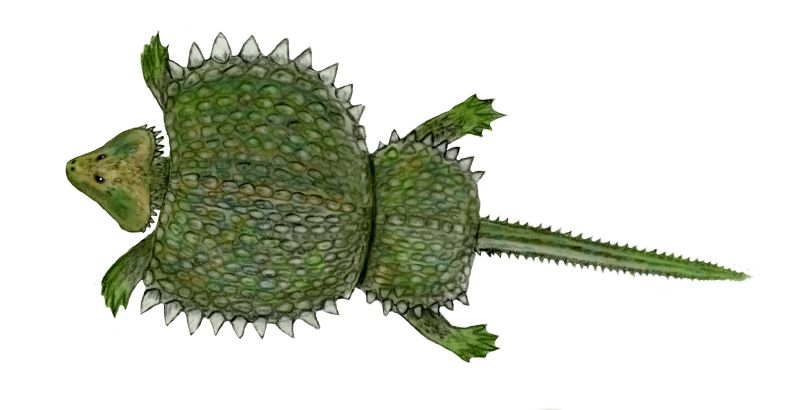
Een reconstructie van Cyamodus rostratus.